# برلمان التشيك
برلمان التشيك (بالإنجليزية: Parliament of the Czech Republic)‏ هي الهيئة التشريعية في التشيك، يقع المقر الرئيسي لها في Wallenstein Palace ‏، تتكون من المجلس الأعلى مجلس شيوخ جمهورية التشيك
الذي يضم 81 مقعداً، والمجلس الأدنى الهيئة التشريعية التشيكية الذي يضم 200 مقعداً.